# Военный крест (Португалия)
Военный крест (порт. Medalha da Cruz de Guerra) — государственная награда Португалии за военные заслуги.

## История
Военный крест был учреждён на основании декрета № 2870 от 30 ноября 1916 года по примеру ранее учреждённого французского Военного креста, в качестве награды за подвиг и проявление храбрости в ходе военных действий. Награда получила широкое распространение в году Первой мировой войны и во время Португальской колониальной войны. В отличие от Военных крестов других государств, в Португалии Военный крест вручается до сих пор.
В 1946 и 1971 годе дизайн Военного креста незначительно изменялся.

## Положение
Военный крест состоит из четырёх классов.
| Класс                  | 1 класс | 2 класс | 3 класс | 4 класс |
| Планка                 |         |         |         |         |
| Постноминальные литеры | MPCG    | MSCG    | MTCG    | MQCG    |

## Описание

### Тип с 1916 по 1946 годы

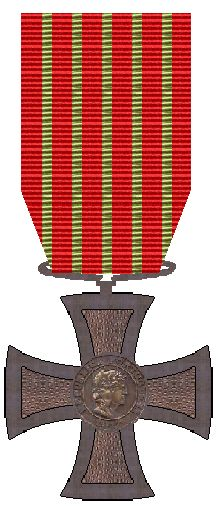
Военный крест образца 1916 года

Лапчатый крест с закругленными концами, широкой отполированной каймой и матированной поверхностью. В центре круглый медальон с каймой, на которой надпись: «REPUBLICA PORTUGUESA» и год учреждения награды. В медальоне женский погрудный профиль во фригийском колпаке (олицетворение республики).
Реверс аналогичен аверсу, но в центральном медальоне рельефное изображение среднего государственного герба Португалии.
Крест при помощи кольца крепится к нагрудной ленте.

### Тип с 1946 по 1971 годы
Лапчатый крест с закругленными концами и матированной поверхностью. В центре круглый медальон с изображением среднего государственного герба Португалии.
Реверс аналогичен аверсу, но в центральном медальоне рельефное изображение двух перекрещенных мечей остриями вниз, над которыми щит и пятью щитками и бизантами.
Крест при помощи кольца крепится к нагрудной ленте.

### Тип с 1971 года
Лапчатый крест с закругленными концами, бортиком и матированной поверхностью. В центре круглый медальон с изображением среднего государственного герба Португалии.
Реверс аналогичен аверсу, но в центральном медальоне рельефное изображение двух перекрещенных мечей остриями вверх, наложенных на венок из двух лавровых ветвей, перевязанных внизу лентой.
Крест при помощи кольца крепится к нагрудной ленте.
Лента медали шёлковая муаровая красного цвета с пятью тонкими зелёными полосками. В зависимости от класса на ленту крепится металлическая накладка в виде лапчатого креста:
- 1 класс – золотой крест в лавровым венком;
- 2 класс – золотой крест;
- 3 класс – серебряный крест;
- 4 класс – бронзовый крест.